# سینتیا نیل-ایشوی
سینتیا نیل-ایشوی (انگلیسی: Cynthia Neale-Ishoy؛ زادهٔ ۱۹ ژوئن ۱۹۵۲) ورزشکار اهل کانادا است.
وی در مسابقات کشوری و بین‌المللی در مجموع برندهٔ ۱ مدال طلا، ۱ مدال نقره، ۱ مدال برنز شده‌است.